# 蒂亞哥·阿波羅尼亞
蒂亞哥·阿波羅尼亞（葡萄牙語：Tiago Apolonia，1986年7月28日—），葡萄牙男子乒乓球運動員，出生於葡萄牙里斯本。他曾參加2008年、2012年和2016年三屆夏季奧運，以及2015年和2019年兩屆歐洲運動會。

## 主要比賽最佳成績

### 單打
- 奧林匹克運動會：128強（2008年）
- 世界錦標賽：三十二強（2009年、2013年）
- 世界盃：五至八名（2014年）

### 雙打
- 世界錦標賽：準決賽（2019年）

### 混雙
- 世界錦標賽：128強（2005年、2007年）

### 團體
- 奧林匹克運動會：半準決賽（2012年）
- 世界錦標賽：半準決賽（2014年）
- 世界盃：準決賽（2015年）